# Holocaust
Holocaust (с англ. — «Холокост») — хеви-метал-группа из шотландского города Эдинбург. Основанная в 1977 году ещё в средней школе, в составе гитаристов Джона Мортимера и Эда Дадли, вокалиста Гари Леттиса, басиста Робина Бегга и барабанщика Пола Коллинса), группа стала частью Новой волны британского хеви-метала. После изменений в составе группы из-за внутренней борьбы, Джон Мортимер остается единственным членом-учредителем Холокоста.

## История
После упадка оригинальных составов группы Джон Мортимер предпринял менее тяжкое бремя руководства "Dunedin" с гитаристом Фином Уэстом (Fin West), барабанщиком Стивеном Коуаном и басистом Грэмом Холом. Фин Уэст позже ушёл.
Этот состав группы произвел то, что может считаться самой удачной частью карьеры группы. Альбом  (Звуки Душ) - треки, которые охватили множество музыкальных стилей и ввели индустриальные элементы в звук группы, наряду с электронным ударными Cowans, которые сыграли значительную роль в общей картине звука. Альбом достиг массивного признания и был процитирован, как повлиявший на бесчисленное количество рок-групп на Западе.
Альбом "Hypnosis of Birds" (Гипноз Птиц), в 1992 году был изменением в атмосфере "Холокоста". Песни были более мрачными, в отличие от рифов  "The Sound of Souls". 
"Covenant" 1997 года был возвращением к стилю трэш-метал с альбома "The Sound of Souls". С возвращением баса Грэма Хола альбом стал более быстрым, его быстрые рифы  также напоминали "The Sound of Souls". Затем последовали пластинки "The Courage to Be"  и "Primal".

## Текущий состав
- Джон Мортимер — гитара (1977—1982, 1984, 1988—настоящее время), бас-гитара (1984), вокал (1984, 1988—настоящее время)
- Mark McGrath — бас-гитара, бэк-вокал (2012—настоящее время)
- Scott Wallace — ударные (2012—настоящее время)

## Дискография

### Студийные альбомы
- The Nightcomers (1981)
- Live (Hot Curry & Wine) (1983)
- No Man's Land (1984)
- Hypnosis of Birds (1992)
- Spirits Fly (1996)
- Covenant (1997)
- The Courage to Be (2000)
- Primal (2003)
- Predator (2015)

### Мини-альбомы и синглы
- «Heavy Metal Mania» (1980)
- «Smokin' Valves» (1980)
- «Live from the Raw Loud 'n' Live Tour» (1981)
- «Comin' Through» (1982)
- «The Sound of Souls» (1989)
- «Heavy Metal Mania '93» (1993)
- «Expander» (2013)

### Сборники
- NWOBHM '79 Revisited (1990)
- Smokin' Valves: The Anthology (2003)
- Inside the Power Cage (2009)

### Видео
- Live from the Raw Loud ’n’ Live Tour (1981, VHS; 2004, DVD)